# Judo ai Giochi della XVIII Olimpiade - 80 kg maschile
La competizione della categoria 80 kg di Judo ai Giochi della XVIII Olimpiade si è svolta il giorno 21 ottobre 1964 alla arena Nippon Budokan a  Tokyo.

## Formula torneo
Nel turno preliminare i 25 judoka sono stati divisi in otto gironi. I vincitori ammessi ai quarti di finale. Ai perdenti della semifinale è stata assegnata la medaglia di bronzo.

### Turno preliminare

#### Gruppo 1
| Vincitore         | Sconfitto         | Risultato  |
| ----------------- | ----------------- | ---------- |
| Rodolfo Pérez     | Kanapathy Moorthy | Awasewaza  |
| Kanapathy Moorthy | Bernardo Repuyan  | Kaeshiwaza |
| Rodolfo Pérez     | Bernardo Repuyan  | Awasewaza  |

| Atleta            | Vittorie |
| ----------------- | -------- |
| Rodolfo Pérez     | 2        |
| Kanapathy Moorthy | 1        |
| Bernardo Repuyan  | 0        |

#### Gruppo 2
| Vincitore           | Sconfitto           | Risultato |
| ------------------- | ------------------- | --------- |
| Jim Bregman         | Gabriel Goldschmied | Uchimata  |
| Jim Bregman         | Peter Paige         | Seoinage  |
| Gabriel Goldschmied | Peter Paige         | Kinsa     |

| Atleta              | Vittorie |
| ------------------- | -------- |
| Jim Bregman         | 2        |
| Gabriel Goldschmied | 1        |
| Peter Paige         | 0        |

#### Gruppo 3
| Vincitore        | Sconfitto        | Risultato         |
| ---------------- | ---------------- | ----------------- |
| Jacques le Berré | Orlando Madrigal | Uchimata          |
| Wolfgang Hofmann | Jacques le Berré | Awasewaza         |
| Wolfgang Hofmann | Orlando Madrigal | Kuzure-Kesagatame |

| Atleta           | Vittorie |
| ---------------- | -------- |
| Wolfgang Hofmann | 2        |
| Jacques le Berré | 1        |
| Orlando Madrigal | 0        |

#### Gruppo 4
| Vincitore       | Sconfitto       | Risultato |
| --------------- | --------------- | --------- |
| Peter Snijders  | Pipat Singsanee | Awasewaza |
| Pipat Singsanee | Thuc Tuan Thai  | Hanegoshi |
| Peter Snijders  | Thuc Tuan Thai  | Ouchigri  |

| Atleta          | Vittorie |
| --------------- | -------- |
| Peter Snijders  | 2        |
| Pipat Singsanee | 1        |
| Thuc Tuan Thai  | 0        |

#### Gruppo 5
| Vincitore       | Sconfitto       | Risultato  |
| --------------- | --------------- | ---------- |
| Alfred Redl     | Narzal García   | Kesagatame |
| Lhofei Shiozawa | Rafael Barquero | Awasewaza  |
| Lhofei Shiozawa | Alfred Redl     | Awasewaza  |
| Narzal García   | Rafael Barquero | Kaeshiwaza |
| Alfred Redl     | Rafael Barquero | Awasewaza  |
| Lhofei Shiozawa | Narzal García   | Kosotogake |

| Atleta          | Vittorie |
| --------------- | -------- |
| Lhofei Shiozawa | 3        |
| Alfred Redl     | 2        |
| Narzal García   | 1        |
| Rafael Barquero | 0        |

#### Gruppo 6
| Vincitore       | Sconfitto       | Risultato |
| --------------- | --------------- | --------- |
| Huang Chin-Chun | Lê Bả Thành     | Seoinage  |
| Kim Ui-Tae      | Huang Chin-Chun | Uchimata  |
| Kim Ui-Tae      | Lê Bả Thành     | Awasewaza |

| Atleta          | Vittorie |
| --------------- | -------- |
| Kim Ui-Tae      | 2        |
| Huang Chin-Chun | 1        |
| Lê Bả Thành     | 0        |

#### Gruppo 7
| Vincitore       | Sconfitto    | Risultato  |
| --------------- | ------------ | ---------- |
| Lionel Grossain | Sydney Hoare | Wazaari    |
| Jan Snijders    | Sydney Hoare | Kaeshiwaza |
| Lionel Grossain | Jan Snijders | Awasewaza  |

| Atleta          | Vittorie |
| --------------- | -------- |
| Lionel Grossain | 2        |
| Jan Snijders    | 1        |
| Sydney Hoare    | 0        |

#### Gruppo 8
| Vincitore      | Sconfitto      | Risultato              |
| -------------- | -------------- | ---------------------- |
| Fernando Matos | Jorge Lugo     | Wazaari ni Chikai Waza |
| Isao Okano     | Fernando Matos | Seoinage               |
| Isao Okano     | Jorge Lugo     | Awasewaza              |

| Atleta         | Vittorie |
| -------------- | -------- |
| Isao Okano     | 2        |
| Fernando Matos | 1        |
| Jorge Lugo     | 0        |

### Quarti di finale
| Vincitore        | Sconfitto       | Risultato    |
| ---------------- | --------------- | ------------ |
| Jim Bregman      | Rodolfo Pérez   | Awasewaza    |
| Wolfgang Hofmann | Peter Snijders  | Uchimata     |
| Kim Ui-Tae       | Lhofei Shiozawa | Awasewaza    |
| Isao Okano       | Lionel Grossain | Okurierijime |

### Semifinali
| Vincitore        | Sconfitto   | Risultato              |
| ---------------- | ----------- | ---------------------- |
| Wolfgang Hofmann | Jim Bregman | Udehishigi-Jujigatame  |
| Isao Okano       | Kim Ui-Tae  | Wazaari Ni Chikai Waza |

### Finale
| Vincitore  | Sconfitto        | Risultato       |
| ---------- | ---------------- | --------------- |
| Isao Okano | Wolfgang Hofmann | Yokoshihogatame |

## Classifica Finale
| Pos.    | Atleta              | Nazione       |
| ------- | ------------------- | ------------- |
| Oro     | Isao Okano          | Giappone      |
| Argento | Wolfgang Hofmann    | Germania      |
| Bronzo  | Jim Bregman         | Stati Uniti   |
| Bronzo  | Kim Ui-Tae          | Corea del Sud |
| 5       | Rodolfo Pérez       | Argentina     |
| 5       | Peter Snijders      | Paesi Bassi   |
| 5       | Lhofei Shiozawa     | Brasile       |
| 5       | Lionel Grossain     | Francia       |
| 9       | Alfred Redl         | Austria       |
| 10      | Kanapathy Moorthy   | Malaysia      |
| 10      | Gabriel Goldschmied | Messico       |
| 10      | Jacques le Berré    | Francia       |
| 10      | Pipat Singsanee     | Thailandia    |
| 10      | Huang Chin-Chun     | Taiwan        |
| 10      | Jan Snijders        | Paesi Bassi   |
| 10      | Fernando Matos      | Portogallo    |
| 10      | Narzal García       | Filippine     |
| 18      | Bernardo Repuyan    | Filippine     |
| 18      | Peter Paige         | Australia     |
| 18      | Orlando Madrigal    | Costa Rica    |
| 18      | Thuc Tuan Thai      | Vietnam       |
| 18      | Lê Bả Thành         | Vietnam       |
| 18      | Sydney Hoare        | Gran Bretagna |
| 18      | Jorge Lugo          | Venezuela     |
| 18      | Rafael Barquero     | Costa Rica    |